# میدوی (کارولینای شمالی)
میدوی (به انگلیسی: Midway) شهری در ایالت کارولینای شمالی کشور ایالات متحده آمریکا است که جمعیت آن در سرشماری سال ۲۰۱۰ میلادی، ۴٬۶۷۹ نفر بوده‌است.